# No Cliché
No Cliché était une société française d'édition et de développement de jeux vidéo.

## Histoire
No Cliché est le nom qui a été donné à l’équipe de développement du studio Adeline Software International acquise par Sega en 1997, le studio était notamment dirigé par Frédérick Raynal.
No Cliché était surtout connu pour son jeu Toy Commander sorti en 1999 sur Dreamcast.
La société a cessé ses activités en 2001, avec l'annonce de l'abandon d'Agartha.
Elle a été dissoute en 2002.

## Jeux développés
| Titre                                               | Date de sortie | Plates-formes |
| --------------------------------------------------- | -------------- | ------------- |
| Toy Commander                                       | 1999           | Dreamcast     |
| Toy Racer                                           | 2000           | Dreamcast     |
| Quake III Arena (localisation européenne du codage) | 2000           | Dreamcast     |
| Agartha                                             | -              | (annulé)      |